# Hans Vintler
Hans Vintler (* 14. Jahrhundert; † 1418/19) war ein Tiroler herzoglicher Amtmann und Gesandter sowie Schriftsteller. Er stammte aus der Familie bzw. dem Adelsgeschlecht der Vintler. Er verfasste das moralische Lehrgedicht Die Pluemen der Tugent, eine Übersetzung und Erweiterung der italienischen Dichtung Fiore di virtù von Tommaso Gozzadini.

## Leben
Hans Vintler war der dritte Sohn des Hans Vintler aus der Familie der Vintler in Bozen. Sein Onkel war Niklaus Vintler (1345–1413), oberster Amtmann der Grafschaft Tirol. Seine Familie erhielt 1396 von Herzog Leopold IV. von Habsburg ein Gerichtsstandsprivileg erteilt, wonach ihre etwaigen Rechtsangelegenheiten ausschließlich in Bozen am Obstplatz verhandelt werden sollten.
Hans Vintler war Pfleger des Pfleggerichtes in Stein am Ritten und Amtmann im Dienste des habsburgischen Herzogs Friedrich IV. Als solcher war er unter anderem Botschafter im oberitalienischen Raum, namentlich beim Dogen von Venedig.
Vintler war mit Dorothea, Tochter des herzoglichen Münzmeisters von Meran, Friedrich von Hauenstein, verheiratet. Die Ehe blieb kinderlos. Im Jahr 1407 trat er mit weiteren Mitgliedern seiner Familie dem adeligen Verteidigungsbündnis Falkenbund bei. 1411 schloss er die Arbeit an seiner Übersetzung und Erweiterung der Dichtung Fiore di virtù ab. Im Jahr 1415 empfing er für seine Familie durch den römisch-deutschen König Sigismund von Luxemburg die Auszeichnung einer Wappenbesserung, indem dem Wappen der Familie eine goldene Krone als Helmzier hinzugefügt werden durfte.
Hans Vintler starb zwischen Dezember 1418 und August 1419.

## Die Blumen der Tugend
Hans Vintler übersetzte das um 1320 entstandene moralische Lehrgedicht Fiore di virtù des italienischen Autors Tommaso Gozzadini. Dieses hatte in Europa Verbreitung gefunden und ist mehrfach übersetzt worden. Er übersetzte die Vorlage ins Deutsche und nahm auch Veränderungen und Ergänzungen vor, sodass sein Text schließlich 10.172 Reimpaarverse lang war. Er arbeitete Verse anderer Autoren ein, vornehmlich der Kirchenlehrer und griechischer und römischer Philosophen. Die Pluemen der Tugent handelt von den Tugenden und Lastern. Vintler beendete seine Arbeit im Jahr 1411.
Vintlers Schrift erschien als Druck erstmals 1486 in Augsburg. Erhalten sind bis heute ein Inkunabeldruck aus diesem Jahr sowie sieben Handschriften. Sie wurden reichhaltig mit zum Teil humoresken Illustrationen versehen.
1874 erschien eine vollständige Ausgabe der Blumen der Tugend durch Ignaz Zingerle. Diese wurde 2011 erneut als Reprint herausgegeben.